# Найко, Сергей Фёдорович
Найко, Сергей Федорович (6 августа 1957) — баянист, Заслуженный артист Российской Федерации (1996), один из ведущих специалистов баянной педагогики, профессор.

## Биография
- Родился 6 августа 1957 года в г. Хмельник (Украина), Винницкая область. Обучался в Винницком музыкальном училище и в Российской академии музыки им. Гнесиных (Москва)
- 1979 — лауреат I Всесоюзного конкурса баянистов в Новосибирске
- 1980 — лауреат международного конкурса в Клингентале (Германия)
- 1982 — начинает работу в Красноярской академии музыки и театра (с 2018 года Сибирский государственный институт искусств имени Дмитрия Хворостовского)
- 1997 — профессор  Сибирского государственного института искусств имени Дмитрия Хворостовского

## Фестивали
Участник музыкальных фестивалей в десятках городов, в том числе:
- Московский фестиваль «Баян и баянисты»
- «Балтика-гармоника» в Санкт-Петербурге
- «Дни гармоники в Забайкалье» в Чите
- фестиваль новой музыки в Красноярске
- вечера баянного искусства в Магадане, Владивостоке, Киеве, Новосибирске, Улан-Удэ
- концерты в Томске, Омске, Самаре, Харбине, Пекине

## Награды
- 1996 — Заслуженный артист Российской Федерации
- 2004 — Медаль ордена «За заслуги перед Отечеством» II степени
- 2007 — «Серебряный диск» XIX Московского международного фестиваля «Баян и баянисты» (За заслуги в баянном искусстве)